# Таганрозький цегельний завод
Таганрозький цегельний завод (рос. Таганрогский кирпичный завод) — таганрозький завод будівельних матеріалів.

## Історія
В 1890–1918 між Смірновським провулком і районом нинішнього Приморського парку над самим обривом до моря знаходилися два цегельних заводи і глиняний кар'єр.
 Один із заводів належав Г. І. Блінову (з 1912 року — Х. Вейсбергу), другий — Стейгеру (з 1907 року — Мухіну).
Добування глини та виробництво цегли проводилося вручну. В 1920 році обидва заводи були об'єднані в Державний цегельний завод № 1, в цьому статусі вони працювали до 1935 року, потім знову були роз'єднані на № 1 і № 2. Велика реконструкція заводу № 1 сталася в 1936–1940 роках, але в період нацистської окупації підприємство було зруйновано. Знову почало працювати в 1944 році, річний випуск цегли становив 20 мільйонів штук.
У 1950–1960 роки була проведена повна механізація основного технологічного процесу (річний випуск склав 53 мільйона штук). Освоєно новий кар'єр у Марцево. Підприємство отримало назву «Завод будівельних матеріалів» (1956). В 1973 році введений в дію цех з виробництва керамічних виробів: сувенірних кухлів, глечиків, підсвічників, квіткових горщиків і т. д. Пізніше почали випускати облицювальну плитку різних кольорів. В 1995 році завод реорганізований в ТОВ «Цеглярі» (рос. ТОО «Кирпичник»).
ЗАТ «Таганрозький цегельний завод» входив в Асоціацію цегляних заводів «Донська цегла». Виробляв керамічну повнотілу цеглу з технологічними порожнечами, виготовлений методом напівсухого пресування одинарний М-125 і М-100 відповідно до ГОСТ 530-95 і ГОСТ 530–2007.
Завод припинив своє існування у 2011 році.